# Dysk galaktyczny
Dysk galaktyczny – gwiazdy, gromady gwiazd i materia międzygwiazdowa znajdujące się w płaszczyźnie galaktyki i obiegające centrum galaktyki w tej płaszczyźnie.
Galaktyki posiadające dysk galaktyczny:
– Galaktyki spiralne:
galaktyki spiralne bez poprzeczki (typ S, SA)
galaktyki spiralne z poprzeczką (typ SB)
galaktyki spiralne z pośrednich typów (typu SAB)
– Galaktyki soczewkowate (typ E8, S0, SA0, SB0, SAB0)